# CHUM Chart
CHUM Chart var en rangordning av de 30 (från augusti 1968 50) främsta låtarna på radiostationer i Toronto-stationen CHUM 1050 AM, åren 1957-1986, och var världens längst existerande Top 40-lista att produceras av en enskild radiostation. I början av 2000-talets första decnnium, sister station 104.5 CHUM FM, which airs a hot adult contemporary format, återanvände systerstationen CHUM:s lista namnet för ett nytt program.
CHUM Chart sändes också som TV-program i Citytv varje lördag klockan 14.00 fram till januari 2008, då programmet avbröts efter att Rogers Communications övertagit Citytv-stationserna och ersatt dem med Jacknation, baserad på deras Jack FM. Programmet sände en lista över populära låtar, med start från #30, och vanligtvis spelades ungefär hälften av låtarna.

## Historik
Listan hade premiär den 27 maj 1957, som CHUM's Weekly Hit Parade. Namnet CHUM Chart antogs 1961.
Listan publicerades under 1 512 veckor i rad, och hade 694 olika ettor genom årens lopp. Första ettan var Elvis Presleys "All Shook Up", och den sista var Madonnas "Live to Tell".